# International Designator
El International Designator (Designador Internacional en español), también conocido como COSPAR ID, es un identificador internacional asignado a objetos artificiales en el espacio. Está formado por el año de lanzamiento, un número incremental (de lanzamientos en el año) y un código de hasta 3 letras indicando la secuencia de objetos en ese lanzamiento. Por ejemplo, 1990-037A es el Transbordador Espacial Discovery en su misión STS-31, que llevó el Telescopio Espacial Hubble (1990-037B) al espacio. Este fue el lanzamiento con éxito número 37 del año 1990. El nombre que recibe habitualmente el sistema es el de COSPAR, por el Committee on Space Research (COSPAR) del Consejo Internacional para la Ciencia.
El primer sistema para designar objetos lanzados al espacio fue ideado en la Universidad de Harvard. El sistema también utilizaba el año de lanzamiento pero lo seguía de letras griegas en lugar del número secuencial de lanzamientos y finalizaba el código con un número de objeto. Se basó en la convención científica para nombrar satélites naturales. Por ejemplo, el Sputnik 1 fue designado 1957 Alfa 2 y su vehículo de lanzamiento 1957 Alfa 1 debido a que era más brillante en órbita. Este sistema se utilizó hasta finales del año 1962, momento en el que se reemplaza por el nuevo sistema.
El control de los identificadores se traspasó en algún momento al NORAD que en la década de 1990 asignó retroactivamente identificadores modernos a los lanzamientos designados con el sistema original de Harvard. Más tarde el control pasó al USSPACECOM que a día de hoy continúa encargándose de la tarea paralelamente a la asignación de SCNs. En principio los objetos que no completen una órbita a la Tierra no reciben un identificador.
Existen varios catálogos con información sobre los objetos que utilizan estos identificadores. Entre ellos el mantenido por el National Space Science Data Center (NSSDC), parte de la NASA y el mantenido por la Oficina de Naciones Unidas para Asuntos del Espacio Exterior (UNOOSA). El UNOOSA utiliza exclusivamente IDs COSPAR mientras que en el de la NASA no tiene por qué darse el caso necesariamente. Esto se debe a que se crean entradas antes de que los objetos reciban un designador internacional.
Un caso interesante es el de la Estación Espacial Internacional y los objetos lanzados desde esta. El primer módulo de la estación fue el lanzamiento número 67 del año 1998 y recibió el identificador 1998-067A. Desde entonces cualquier objeto lanzado desde la estación se añade a la secuencia de letras al final con casos como el satélite GOMX-3 que a pesar de haber sido lanzado el 19 de agosto de 2015 recibió el identificador 1998-067HA.